# Ösjön (Vika socken, Dalarna)
Ösjön är en sjö i Falu kommun och Säters kommun i Dalarna som ingår i Dalälvens huvudavrinningsområde. Sjön har en area på 0,186 kvadratkilometer och ligger 184,4 meter över havet. Sjön avvattnas av vattendraget Nyängsån.

## Delavrinningsområde
Ösjön ingår i det delavrinningsområde (671076-150465) som SMHI kallar för Utloppet av Ösjön. Medelhöjden är 206 meter över havet och ytan är 1,9 kvadratkilometer. Det finns ett avrinningsområde uppströms, och räknas det in blir den ackumulerade arean 18,22 kvadratkilometer. Nyängsån som avvattnar avrinningsområdet har biflödesordning 2, vilket innebär att vattnet flödar genom totalt 2 vattendrag innan det når havet efter 190 kilometer. Avrinningsområdet består mestadels av skog (70 procent). Avrinningsområdet har 0,19 kvadratkilometer vattenytor vilket ger det en sjöprocent på 9,8 procent.